# Uruguayaans voetbalelftal in 1993
Het Uruguayaans voetbalelftal speelde in totaal vijftien interlands in het jaar 1993, waaronder vier duels bij de strijd om de Copa América in Ecuador. Daar werd de ploeg van bondscoach Luis Cubilla uitgeschakeld in de kwartfinales. Colombia won na strafschoppen, nadat beide ploegen in de reguliere speeltijd plus verlenging op 1-1 waren blijven steken. Cubilla vertrok als bondscoach na de 1-1 in het WK-kwalificatieduel tegen Brazilië, waarna oud-international Ildo Maneiro de selectie vier duels onder zijn hoede had. Hij werd opgevolgd door een eveneens tijdelijke trainer-coach, Roberto Fleitas. Het eerste en enige duel onder zijn leiding eindigde in een afgetekende 5-0 nederlaag tegen Duitsland op 13 oktober. Op de in 1993 geïntroduceerde FIFA-wereldranglijst steeg Uruguay in 1993 van de 22ste (augustus 1993) naar de 17de plaats (december 1993).

## Balans
| Wedstrijden | Wedstrijden | Wedstrijden | Wedstrijden | Doelpunten | Doelpunten | Doelpunten | Punten |
| Gespeeld    | Winst       | Gelijk      | Verlies     | Voor       | Tegen      | Saldo      | Punten |
| ----------- | ----------- | ----------- | ----------- | ---------- | ---------- | ---------- | ------ |
| 15          | 6           | 4           | 5           | 18         | 19         | –1         | 1.066  |

## Interlands
| Copa América 1993 |
| ----------------- |

|                                    |                       |       |                  |                                                                                      |
| 16 juni Copa América Groep A № 580 | Uruguay               | 1 – 0 | Verenigde Staten | Estadio Bellavista, Ambato Toeschouwers: 22.000 Scheidsrechter: Alberto Tejada (PER) |
| 16 juni Copa América Groep A № 580 | Santiago Ostolaza 51' |       |                  | Estadio Bellavista, Ambato Toeschouwers: 22.000 Scheidsrechter: Alberto Tejada (PER) |

|                                    |                                             |       |                                    |                                                                                  |
| 19 juni Copa América Groep A № 581 | Uruguay                                     | 2 – 2 | Venezuela                          | Estadio Bellavista, Ambato Toeschouwers: 22.000 Scheidsrechter: Pablo Peña (BOL) |
| 19 juni Copa América Groep A № 581 | Marcelo Saralegui 23' Fernando Kanapkis 80' |       | 10' José Dolgetta 73' Stalin Rivas | Estadio Bellavista, Ambato Toeschouwers: 22.000 Scheidsrechter: Pablo Peña (BOL) |

|                                    |                                   |       |                       |                                                                                                 |
| 22 juni Copa América Groep A № 582 | Ecuador                           | 2 – 1 | Uruguay               | Estadio Olímpico Atahualpa, Quito Toeschouwers: 45.000 Scheidsrechter: Francisco Lamolina (ARG) |
| 22 juni Copa América Groep A № 582 | Raúl Avilés 28' Álex Aguinaga 88' |       | 65' Fernando Kanapkis | Estadio Olímpico Atahualpa, Quito Toeschouwers: 45.000 Scheidsrechter: Francisco Lamolina (ARG) |

|                                        |                                                                                 |       |                                                           |                                                                                       |
| 26 juni Copa América Kwartfinale № 583 | Colombia                                                                        | 1 – 1 | Uruguay                                                   | Estadio Monumental, Guayaquil Toeschouwers: 10.000 Scheidsrechter: Juan Escobar (PAR) |
| 26 juni Copa América Kwartfinale № 583 | Luis Carlos Perea 88'                                                           |       | 63' Marcelo Saralegui                                     | Estadio Monumental, Guayaquil Toeschouwers: 10.000 Scheidsrechter: Juan Escobar (PAR) |
| 26 juni Copa América Kwartfinale № 583 | Strafschoppen                                                                   |       |                                                           | Estadio Monumental, Guayaquil Toeschouwers: 10.000 Scheidsrechter: Juan Escobar (PAR) |
| 26 juni Copa América Kwartfinale № 583 | Faustino Asprilla Alexis Mendoza Carlos Valderrama Wilson Pérez Adolfo Valencia | 5 – 3 | Walter Peletti Marcelo Saralegui Eber Moas Robert Siboldi | Estadio Monumental, Guayaquil Toeschouwers: 10.000 Scheidsrechter: Juan Escobar (PAR) |

|  |  |  |  |  |  |  |  |  |

|                                 |                  |       |                               |                                                                                        |
| 13 juli Vriendschappelijk № 584 | Peru             | 2 – 1 | Uruguay                       | Estadio Nacional, Lima Toeschouwers: 16.050 Scheidsrechter: Luis Ángel Seminario (PER) |
| 13 juli Vriendschappelijk № 584 | Waldir Sáenz 89' |       | 29' Rubén Sosa 56' Rubén Sosa | Estadio Nacional, Lima Toeschouwers: 16.050 Scheidsrechter: Luis Ángel Seminario (PER) |

|                                 |                                                        |       |      |                                                                                        |
| 17 juli Vriendschappelijk № 585 | Uruguay                                                | 3 – 0 | Peru | Estadio Centenario, Montevideo Toeschouwers: 60.000 Scheidsrechter: Daniel Bello (URU) |
| 17 juli Vriendschappelijk № 585 | Daniel Fonseca 10' Héctor Morán 27' Daniel Fonseca 72' |       |      | Estadio Centenario, Montevideo Toeschouwers: 60.000 Scheidsrechter: Daniel Bello (URU) |

|                               |           |                        |         |                                                                                            |
| 25 juli WK-kwalificatie № 586 | Venezuela | 0 – 1                  | Uruguay | Estadio Pueblo Nuevo, San Cristóbal Toeschouwers: 12.000 Scheidsrechter: José Torres (COL) |
| 25 juli WK-kwalificatie № 586 |           | 59' José Oscar Herrera |         | Estadio Pueblo Nuevo, San Cristóbal Toeschouwers: 12.000 Scheidsrechter: José Torres (COL) |

|                                  |         |       |         |                                                                                          |
| 1 augustus WK-kwalificatie № 587 | Uruguay | 0 – 0 | Ecuador | Estadio Centenario, Montevideo Toeschouwers: 45.000 Scheidsrechter: Alberto Tejada (PER) |
| 1 augustus WK-kwalificatie № 587 |         |       |         | Estadio Centenario, Montevideo Toeschouwers: 45.000 Scheidsrechter: Alberto Tejada (PER) |

|                                  |                                                        |       |                      |                                                                                         |
| 8 augustus WK-kwalificatie № 588 | Bolivia                                                | 3 – 1 | Uruguay              | Estadio Hernando Siles, La Paz Toeschouwers: 44.576 Scheidsrechter: Iván Guerrero (CHI) |
| 8 augustus WK-kwalificatie № 588 | Erwin Sánchez 71' Marco Etcheverry 81' Álvaro Peña 86' |       | 90' Enzo Francescoli | Estadio Hernando Siles, La Paz Toeschouwers: 44.576 Scheidsrechter: Iván Guerrero (CHI) |

|                                   |                    |       |          |                                                                                             |
| 15 augustus WK-kwalificatie № 589 | Uruguay            | 1 – 1 | Brazilië | Estadio Centenario, Montevideo Toeschouwers: 55.000 Scheidsrechter: Juan Antonio Bava (ARG) |
| 15 augustus WK-kwalificatie № 589 | Daniel Fonseca 79' |       | 28' Raí  | Estadio Centenario, Montevideo Toeschouwers: 55.000 Scheidsrechter: Juan Antonio Bava (ARG) |

|                                   |                                                                              |       |           |                                                                                                  |
| 29 augustus WK-kwalificatie № 590 | Uruguay                                                                      | 4 – 0 | Venezuela | Estadio Centenario, Montevideo Toeschouwers: 20.000 Scheidsrechter: Juan Francisco Escobar (PAR) |
| 29 augustus WK-kwalificatie № 590 | Fernando Kanapkis 7' Fernando Kanapkis 31' Gabriel Cedrés 41' Rubén Sosa 64' |       |           | Estadio Centenario, Montevideo Toeschouwers: 20.000 Scheidsrechter: Juan Francisco Escobar (PAR) |

|                                   |         |                |         |                                                                                        |
| 5 september WK-kwalificatie № 591 | Ecuador | 0 – 1          | Uruguay | Estadio Monumental, Guayaquil Toeschouwers: 55.000 Scheidsrechter: Enrique Marín (CHI) |
| 5 september WK-kwalificatie № 591 |         | 10' Rubén Sosa |         | Estadio Monumental, Guayaquil Toeschouwers: 55.000 Scheidsrechter: Enrique Marín (CHI) |

|                                    |                                               |       |                  |                                                                                               |
| 12 september WK-kwalificatie № 592 | Uruguay                                       | 2 – 1 | Bolivia          | Estadio Centenario, Montevideo Toeschouwers: 58.000 Scheidsrechter: Armando Pérez Hoyos (COL) |
| 12 september WK-kwalificatie № 592 | Enzo Francescoli 3' (pen.) Daniel Fonseca 51' |       | 23' Luis Ramallo | Estadio Centenario, Montevideo Toeschouwers: 58.000 Scheidsrechter: Armando Pérez Hoyos (COL) |

|                                    |                         |       |         |                                                                                             |
| 19 september WK-kwalificatie № 593 | Brazilië                | 2 – 0 | Uruguay | Estádio Maracanã, Rio de Janeiro Toeschouwers: 101.533 Scheidsrechter: Alberto Tejada (PER) |
| 19 september WK-kwalificatie № 593 | Romário 72' Romário 82' |       |         | Estádio Maracanã, Rio de Janeiro Toeschouwers: 101.533 Scheidsrechter: Alberto Tejada (PER) |

|                                    | |       |         |                                                                                    |
| 13 oktober Vriendschappelijk № 594 | Duitsland                                                                                               | 5 – 0 | Uruguay | Wildparkstadion, Karlsruhe Toeschouwers: 29.000 Scheidsrechter: Gerd Grabher (AUT) |
| 13 oktober Vriendschappelijk № 594 | Guido Buchwald 8' Andreas Möller 10' Karl-Heinz Riedle 12' Ulf Kirsten 70' Luis María Romero 88' (e.d.) |       |         | Wildparkstadion, Karlsruhe Toeschouwers: 29.000 Scheidsrechter: Gerd Grabher (AUT) |

## FIFA-wereldranglijst
| AUGUSTUS | SEPTEMBER | OKTOBER | NOVEMBER | DECEMBER |
| -------- | --------- | ------- | -------- | -------- |
| 22       | 15        | 17      | 18       | 17       |

## Statistieken
| Robert Siboldi        | 1965-09-24 | Cruz Azul               | 14 | 0 | 0 | 20 | 0  |
| Óscar Ferro           | 1967-03-02 | Peñarol                 | 1  | 0 | 0 | 3  | 0  |
| Verdediging           |            |                         |    |   |   |    |    |
| Fernando Kanapkis     | 1966-06-06 | Atlético Mineiro        | 14 | 0 | 4 | 20 | 5  |
| Daniel Sánchez        | 1961-05-03 | Danubio FC              | 10 | 0 | 0 | 25 | 1  |
| José Oscar Herrera    | 1965-06-17 | Cagliari Calcio         | 9  | 0 | 1 | 39 | 4  |
| Nelson Cabrera        | 1967-07-18 | Estudiantes de La Plata | 7  | 0 | 0 | 23 | 1  |
| Cesilio de los Santos | 1965-02-12 | Club América            | 4  | 3 | 0 | 9  | 0  |
| Gustavo Méndez        | 1971-02-03 | Club Nacional           | 4  | 0 | 0 | 4  | 0  |
| Guillermo Sanguinetti | 1966-06-21 | Gimnasia y Esgrima      | 4  | 0 | 0 | 15 | 1  |
| José Batista          | 1962-03-06 | Deportivo Español       | 3  | 0 | 0 | 14 | 1  |
| Ricardo Canals        | 1970-09-26 | Club Nacional           | 3  | 0 | 0 | 3  | 0  |
| Éber Moas             | 1969-03-25 | CA Independiente        | 2  | 4 | 0 | 24 | 0  |
| José Enrique González | 1968-11-02 | Defensor Sporting Club  | 1  | 0 | 0 | 1  | 0  |
| Paolo Montero         | 1971-09-03 | Atalanta Bergamo        | 1  | 0 | 0 | 5  | 0  |
| Luis María Romero     | 1966-07-23 | Peñarol                 | 1  | 0 | 0 | 1  | 0  |
| Carlos Soca           | 1969-01-24 | AA Argentinos Juniors   | 1  | 0 | 0 | 1  | 0  |
| Héctor Rodríguez      | 1968-10-22 | Club Deportivo Mandiyú  | 0  | 1 | 0 | 2  | 0  |
| Middenveld            |            |                         |    |   |   |    |    |
| Héctor Morán          | 1962-02-13 | Club Deportivo Mandiyú  | 10 | 0 | 1 | 23 | 2  |
| Santiago Ostolaza     | 1962-07-10 | Gimnasia y Esgrima      | 10 | 0 | 1 | 43 | 6  |
| Enzo Francescoli      | 1961-11-12 | Torino FC               | 9  | 0 | 2 | 55 | 14 |
| Álvaro Gutiérrez      | 1968-07-21 | Club Nacional           | 5  | 0 | 0 | 16 | 1  |
| Marcelo Saralegui     | 1971-05-18 | Torino FC               | 4  | 2 | 2 | 12 | 2  |
| Diego Dorta           | 1971-12-31 | Peñarol                 | 4  | 0 | 0 | 10 | 0  |
| Gustavo Poyet         | 1967-11-15 | Real Zaragoza           | 2  | 1 | 0 | 3  | 0  |
| Gabriel Cedrés        | 1970-03-03 | CA River Plate          | 2  | 0 | 1 | 13 | 3  |
| Juan Ferreri          | 1970-07-13 | Defensor Sporting Club  | 1  | 0 | 0 | 1  | 0  |
| Julio César Rodríguez | 1968-09-20 | Danubio FC              | 1  | 0 | 0 | 1  | 0  |
| Ricardo Bitancort     | 1972-04-21 | Danubio FC              | 0  | 1 | 0 | 1  | 0  |
| Fabián O'Neill        | 1973-10-14 | Club Nacional           | 0  | 1 | 0 | 1  | 0  |
| Aanval                |            |                         |    |   |   |    |    |
| Rubén Sosa            | 1966-04-25 | Inter Milaan            | 9  | 0 | 4 | 40 | 14 |
| Daniel Fonseca        | 1969-09-13 | SSC Napoli              | 8  | 1 | 4 | 15 | 5  |
| José Luis Zalazar     | 1963-10-26 | Albacete Balompié       | 5  | 3 | 0 | 29 | 4  |
| Carlos Aguilera       | 1964-09-21 | Torino FC               | 4  | 5 | 0 | 64 | 22 |
| Adrián Paz            | 1968-09-09 | Estudiantes de La Plata | 3  | 3 | 0 | 10 | 3  |
| Wálter Peletti        | 1966-05-31 | CA Huracán              | 3  | 0 | 0 | 8  | 0  |
| Jorge da Silva        | 1961-12-11 | América de Cali         | 2  | 2 | 0 | 26 | 6  |
| Hugo Guerra           | 1966-02-25 | Gimnasia y Esgrima      | 2  | 1 | 0 | 8  | 1  |
| Jacinto Cabrera       | 1962-12-17 | CA Progreso             | 1  | 0 | 0 | 6  | 1  |
| Ricardo dos Santos    | 1965-04-19 | Albacete Balompié       | 1  | 0 | 0 | 2  | 0  |
| Julio César Albino    | 1971-04-28 | CA Progreso             | 0  | 1 | 0 | 1  | 0  |
| Osvaldo Canobbio      | 1973-02-17 | River Plate Montevideo  | 0  | 1 | 0 | 1  | 0  |

AUF · A-internationals · Selecties · Bondscoaches · Uruguayaans vrouwenelftal · Olympisch elftal · Uruguay U21 · Uruguay U20 · Uruguay U19 · Uruguay U18 · Uruguay U17
1900 – 1909 ·
1910 – 1919 ·
1920 – 1929 ·
1930 – 1939 ·
1940 – 1949 ·
1950 – 1959 ·
1960 – 1969 ·
1970 – 1979 ·
1980 – 1989 ·
1990 – 1999 ·
2000 – 2009 ·
2010 – 2019 ·
2020 – 2029
WK 1930 · 
WK 1950 · 
WK 1954 · 
WK 1962 · 
WK 1966 · 
WK 1970 ·
WK 1974 · 
WK 1986 · 
WK 1990 · 
WK 2002 · 
WK 2010 · 
WK 2014 · 
WK 2018
OS 1924 · 
OS 1928 ·
OS 2012
1902 · 
1903 · 
1904 · 
1905 · 
1906 · 
1907 · 
1908 · 
1909 ·
1910 · 
1911 · 
1912 · 
1913 · 
1914 · 
1915 · 
1916 · 
1917 · 
1918 · 
1919 ·
1920 · 
1921 · 
1922 · 
1923 · 
1924 · 
1925 · 
1926 · 
1927 · 
1928 · 
1929 ·
1930 · 
1931 · 
1932 · 
1933 · 
1934 · 
1935 · 
1936 · 
1937 · 
1938 · 
1939 ·
1940 · 
1941 · 
1942 · 
1943 · 
1944 · 
1945 · 
1946 · 
1947 · 
1948 · 
1949 ·
1950 · 
1951 · 
1952 · 
1953 · 
1954 · 
1955 · 
1956 · 
1957 · 
1958 · 
1959 ·
1960 · 
1961 · 
1962 · 
1963 · 
1964 · 
1965 · 
1966 · 
1967 · 
1968 · 
1969 ·
1970 · 
1971 · 
1972 · 
1973 · 
1974 · 
1975 · 
1976 · 
1977 · 
1978 · 
1979 ·
1980 · 
1981 · 
1982 · 
1983 · 
1984 · 
1985 · 
1986 · 
1987 · 
1988 · 
1989 ·
1990 ·
1991 · 
1992 · 
1993 · 
1994 · 
1995 · 
1996 · 
1997 · 
1998 · 
1999 · 
2000 · 
2001 · 
2002 · 
2003 · 
2004 · 
2005 · 
2006 · 
2007 · 
2008 · 
2009 · 
2010 · 
2011 · 
2012 · 
2013 · 
2014 · 
2015 · 
2016 ·
2017 ·
2018 ·
2019 ·
2020 ·
2021 ·
2022 ·
2023 ·
2024
Algerije ·
Angola ·
Argentinië ·
Australië ·
België ·
Bolivia ·
Brazilië ·
Bulgarije ·
Canada ·
Chili ·
China ·
Colombia ·
Costa Rica ·
Cuba ·
DDR ·
Denemarken ·
Duitsland ·
Ecuador ·
Egypte ·
Engeland ·
Estland ·
 Finland ·
Frankrijk ·
Georgië ·
Ghana ·
Guatemala ·
Haïti ·
Honduras ·
Hongarije ·
Ierland ·
India ·
Indonesië ·
Irak ·
Iran ·
Israël ·
Italië ·
Ivoorkust ·
Jamaica ·
Japan ·
Joegoslavië ·
Jordanië ·
Libië ·
Luxemburg ·
Maleisië ·
Mexico ·
Marokko ·
Nederland ·
Nicaragua ·
Nieuw-Zeeland ·
Nigeria ·
Noord-Ierland ·
Noorwegen ·
Oekraïne ·
Oezbekistan ·
Oman ·
Oostenrijk ·
Panama ·
Paraguay ·
Peru ·
Polen ·
Portugal ·
Roemenië ·
Rusland ·
Saarland ·
Saoedi-Arabië ·
Schotland ·
Senegal ·
Servië & Montenegro ·
Singapore ·
Slovenië ·
Sovjet-Unie ·
Spanje ·
Tahiti ·
Thailand ·
Trinidad en Tobago · 
Tsjechië ·
Tsjecho-Slowakije ·
Tunesië · 
Turkije ·
Venezuela ·
Verenigde Arabische Emiraten ·
Verenigde Staten ·
Wales ·
Zuid-Afrika ·
Zuid-Korea ·
Zweden ·
Zwitserland
Argentinië (1986) ·
België (1990) ·
Brazilië (1950) · 
Colombia (2014) ·
Costa Rica (2014) ·
Denemarken (1986) ·
Denemarken (2002) ·
Duitsland (2010) ·
Egypte (2018) ·
Engeland (2014) ·
Frankrijk (2002) ·
Frankrijk (2010) ·
Frankrijk (2018) ·
Ghana (2010) ·
Italië (1990) ·
Italië (2014) ·
Mexico (2010) ·
Nederland (1974) ·
Nederland (2010) ·
Portugal (2018) ·
Rusland (2018) ·
Saoedi-Arabië (2018) ·
Schotland (1986) ·
Senegal (2002) ·
Spanje (1990) ·
West-Duitsland (1986) ·
Zuid-Afrika (2010) ·
Zuid-Korea (1990) ·
Zuid-Korea (2010)